# Андрієш Андрій Михайлович
Андрій Михайлович Андрієш (24 жовтня 1933, місто Кишинів, тепер Молдова — 7 квітня 2012, місто Кишинів, Молдова) — молдовський радянський науковець, фізик, президент Академії наук Молдови. Кандидат фізико-математичних наук (1963), доктор фізико-математичних наук (1977), професор (1990), член-кореспондент Академії наук Молдавської РСР (1978), дійсний член Академії наук Молдавської РСР (1984). Член ЦК КПРС у 1990—1991 роках.

## Життєпис
У 1956 році закінчив фізико-математичний факультет Кишинівського державного університету. 
З 1956 по 1957 рік працював учителем фізики середньої школи села Лозово Каларашського району Молдавської РСР.
У 1957—1959 роках — старший лаборант, асистент кафедри Кишинівського сільськогосподарського інституту.
У 1959—1962 роках навчався в аспірантурі Фізико-технічного інституту імені Йоффе в місті Ленінграді. У 1962 році в Ленінградському державному педагогічному інституті імені Герцена захистив кандидатську дисертацію на тему «Дослідження провідності та фотопровідності склоподібних напівпровідників у системі Tl-As-Se-Te».
У 1962—1964 роках — молодший науковий співробітник, старший науковий співробітник Інституту математики та фізики АН Молдавської РСР.
У 1964—1967 роках — вчений секретар президії Академії наук Молдавської РСР.
Член КПРС з 1965 року.
У 1967—1971 роках — вчений секретар Інституту прикладної фізики АН Молдавської РСР.
У 1971—1993 роках — завідувач лабораторії фотоелектричних властивостей напівпровідників Інституту прикладної фізики Академії наук Молдавської РСР.
З 1975 року — секретар партійного комітету Академії наук Молдавської РСР.
З 1978 року — член президії Академії наук Молдавської РСР.
У 1984—1989 роках — головний вчений секретар президії Академії наук Молдавської РСР.
9 листопада 1989 — 5 лютого 2004 року — президент Академії наук Молдови. Одночасно в 1994—2012 роках — директор центру оптоелектроніки Інституту прикладної фізики Академії наук Молдови.
У 2004 році обраний почесним президентом Академії наук Молдови.
Досліджував фізику аморфних напівпровідників, широкозонних склоподібних напівпровідників і розробляв наукові основи їх застосування в системах реєстрації та опрацювання оптичної інформації; дослідив явище фотоіндукованого поглинання світла в аморфних халькогенідних напівпровідниках. Проводив дослідження в галузі оптичної електроніки та некристалічної напівпровідникової фізики, напруженості у конденсованих системах. Займався розробкою нових датчиків акустично-оптичних інтерферометрів. Ініціатор створення асоціації щодо надання інтернет-послуг для науки, освіти та системи охорони здоров'я Молдови (RENAM).
Автор понад 500 наукових праць, включаючи монографії, автор 45 патентів. Основні праці: Склоподібні напівпровідники для оптоелектроніки. Кишинів: Штіінця, 1991; The physics of chalcogenіde glasses. Chіsіnau; Bucharest, 1996 (співавтор);  Рhotoіnduced phenomena іn chalcogenіde glass semіconductors // Рhysіcs and Aррlіcatіons of Non-crіstallіne semіconductors іn oрtoelectronіcs. 1997. Vol. 36 (співавтор).
Помер 7 квітня 2012 року в місті Кишиневі.

## Нагороди і відзнаки
- орден Республіки (Молдова) (1996)
- орден «Знак Пошани»
- Медаль імені академіка С. І. Вавілова
- Міжнародна премія імені С. Р. Овшинського
- Премія К. Мікулеску Румунської Академії наук (1974)
- Державна премія Молдавської РСР у галузі науки і техніки (1983)
- Заслужений діяч науки Молдавської РСР (1984)
- Почесний член Російської Академії космонавтики імені Ціолковського
- Почесний член Румунської академії
- Doctor Honoris Causa Політехнічного університету Бухареста